# 내륙주
내륙주(內陸州) 또는 내륙 지역(內陸地域)이란 한 나라 안에서 바다가 없는 지역을 뜻한다.

## 미국의 내륙주
- 워싱턴 D.C. - 버지니아주와 메릴랜드주에서 분리 독립
- 펜실베이니아주 - 식민지 시절에 델라웨어주가 분리 독립하여 미국 최초의 내륙주가 되었다. (미국의 1번째 내륙주)
- 버몬트주 - 버몬트 공화국이 버몬트 주로 가입 (미국의 2번째 내륙주)
- 켄터키주 - 버지니아주에서 분리 독립 (미국의 3번째 내륙주)
- 테네시주 - 노스캐롤라이나주에서 분리 독립 후 남서 준주에서 승격 (미국의 4번째 내륙주)
- 오하이오주 - 북서 준주에서 분리 독립 (미국의 5번째 내륙주)
- 인디애나주 - 북서 준주에서 독립한 인디애나 준주에서 승격 (미국의 6번째 내륙주)
- 일리노이주 - 인디애나 준주에서 독립한 일리노이 준주에서 승격 (미국의 7번째 내륙주)
- 미주리주 - 루이지애나 준주에서 독립한 미주리 준주에서 승격 (미국의 8번째 내륙주)
- 아칸소주 - 미주리 준주에서 독립한 아칸소 준주에서 승격 (미국의 9번째 내륙주)
- 미시간주 - 북서 준주, 인디애나 준주, 일리노이 준주에서 독립한 미시간 준주에서 승격 (미국의 10번째 내륙주)
- 아이오와주 - 위스콘신 준주에서 독립한 아이오와 준주에서 승격 (미국의 11번째 내륙주)
- 위스콘신주 - 미시간 준주에서 독립한 위스콘신 준주에서 승격 (미국의 12번째 내륙주)
- 미네소타주 - 아이오와 준주와 위스콘신 준주의 일부분을 통합한 미네소타 준주에서 승격 (미국의 13번째 내륙주)
- 캔자스주 - 캔자스 준주에서 승격 (미국의 14번째 내륙주)
- 웨스트버지니아주 - 버지니아주에서 분리 독립 (미국의 15번째 내륙주)
- 네바다주 - 유타 준주에서 독립한 이후 네바다 준주에서 승격 (미국의 16번째 내륙주)
- 네브래스카주 - 네브래스카 준주에서 승격 (미국의 17번째 내륙주)
- 콜로라도주 - 유타 준주, 뉴멕시코 준주, 네브래스카 준주, 캔자스 준주에서 독립한 이후 콜로라도 준주에서 승격 (미국의 18번째 내륙주)
- 노스다코타주 - 네브래스카 준주와 미네소타 준주에서 독립한 다코타 준주에서 분리 독립 후 승격 (미국의 19번째 내륙주)
- 사우스다코타주 - 네브래스카 준주와 미네소타 준주에서 독립한 다코타 준주에서 분리 독립 후 승격 (미국의 20번째 내륙주)
- 몬태나주 - 아이다호 준주에서 독립한 몬태나 준주에서 승격 (미국의 21번째 내륙주)
- 아이다호주 - 워싱턴 준주와 다코타 준주에서 독립한 아이다호 준주에서 승격 (미국의 22번째 내륙주)
- 와이오밍주 - 아이다호 준주, 유타 준주, 다코타 준주에서 독립한 와이오밍 준주에서 승격 (미국의 23번째 내륙주)
- 유타주 - 텍사스주의 북부와 멕시코 매입지의 일부에 조직된 유타 준주에서 승격 (미국의 24번째 내륙주)
- 오클라호마주 - 오클라호마 준주와 인디언 준주에서 통합 승격 (미국의 25번째 내륙주)
- 뉴멕시코주 - 텍사스주의 일부와 멕시코 매입지의 일부에 조직된 뉴멕시코 준주에서 승격 (미국의 26번째 내륙주)
- 애리조나주 - 뉴멕시코 준주에서 독립한 애리조나 준주에서 승격 (미국의 27번째 내륙주)

서플로리다를 구입하기 전에는 미시시피주와 앨라배마주를 합쳐 29개의 내륙주가 있었다. 알래스카주는 바다와 접하고 있지만 상당 기간 유빙으로 덮여 있어 사용이 불가능하고, 뉴햄프셔주는 대서양에 접하는 회랑을 가지고 있다. 네브래스카주는 바다로 나아가려면 반드시 3개 이상의 주를 거쳐야 하는 삼중 내륙주이고 캔자스주, 콜로라도주, 와이오밍주, 유타주, 몬태나주, 사우스다코타주, 켄터키주, 미주리주, 아이오와주는 이중 내륙주이다.
뉴욕주는 바다와 접하고는 있으나 해안선이 단 15마일도 안 되기 때문에 내륙주로 분류하는 일도 있다.

## 캐나다의 내륙주
- 앨버타주
- 서스캐처원주

초기에는 매니토바주와 온타리오주를 합쳐 4개의 내륙주가 있었다. (캐나다의 수도인 오타와도 내륙에 위치하고 있다.)

## 오스트레일리아의 내륙 지역
- 오스트레일리아 수도 준주 - 오스트레일리아에서 하나 밖에 없는 내륙 지역이다.

## 독일의 내륙 지역
- 바덴뷔르템베르크주
- 바이에른주
- 베를린
- 브란덴부르크주
- 브레멘
- 함부르크
- 헤센주
- 노르트라인베스트팔렌주
- 라인란트팔츠주
- 자를란트주
- 작센주
- 작센안할트주
- 튀링겐주

## 프랑스의 내륙 지역
- 부르고뉴프랑슈콩테
- 일드프랑스
- 상트르발드루아르
- 오베르뉴론알프
- 그랑테스트

## 스페인의 내륙 지역
- 나바라주
- 카스티야이레온주
- 라리오하주
- 아라곤주
- 마드리드주
- 카스티야라만차주
- 엑스트레마두라주

## 이탈리아의 내륙 지역
- 피에몬테주
- 움브리아주
- 롬바르디아주
- 발레다오스타주
- 트렌티노알토아디제주

## 멕시코의 내륙주
- 치와와주
- 두랑고주
- 코아우일라주
- 누에보레온주
- 멕시코시 (연방구)
- 사카테카스주
- 아과스칼리엔테스주
- 케레타로주
- 틀락스칼라주
- 과나후아토주
- 멕시코주
- 푸에블라주
- 이달고주
- 모렐로스주
- 산루이스포토시주

미국-멕시코 전쟁이 일어나기 이전에는 산타페데누에보메히코 주도 내륙주에 포함되었다.

## 중국의 내륙성
- 신장 위구르 자치구
- 티베트 자치구
- 간쑤성
- 칭하이성
- 쓰촨성
- 윈난성
- 충칭시 - 쓰촨성에서 분리 독립
- 베이징시 - 허베이성에서 분리 독립
- 안후이성
- 허난성
- 후베이성
- 후난성
- 산시성 (섬서성)
- 산시성 (산서성)
- 내몽골 자치구
- 지린성 - 청나라가 연해주를 러시아 제국에 넘겨주면서 내륙 지방이 되었다.
- 헤이룽장성
- 장시성
- 구이저우성
- 닝샤 후이족 자치구

중화민국 측은 넌장 성, 랴오베이 성, 러허 성, 시캉 성, 싱안 성, 광시 성, 쑤이위안성, 쑹장 성, 차하얼 성, 허장 성까지 합쳐 내륙성이 28개라고 주장한다. 신장 위구르 자치구, 티베트 자치구, 간쑤성, 칭하이성, 쓰촨성, 산시성 (섬서성), 산시성 (산서성), 후베이성, 닝샤 후이족 자치구, 충칭시는 이중 내륙성 (일부 지역은 삼중, 사중이 되기도 한다.)으로, 이 지역에서 바다로 나아가려면 다른 두 개 이상의 성 또는 카자흐스탄, 키르기스스탄, 타지키스탄, 몽골, 러시아, 아프가니스탄, 파키스탄, 네팔, 부탄, 인도, 미얀마와 같은 다른 나라를 반드시 거쳐야 한다.

## 대한민국의 내륙 지역
- 충청북도 - 충청도에서 분리 독립
- 서울특별시 - 경기도에서 분리 독립
- 광주광역시 - 전라남도에서 분리 독립
- 대구광역시 - 경상북도에서 분리 독립
- 대전광역시 - 충청남도에서 분리 독립
- 세종특별자치시

### 예
신라 시대에는 삭주, 상주가, 고려 시대에는 교주도가, 조선 시대에는 한성부가 내륙 지방이었으나 조선 말 이십삼부가 시행될 때에는 한성부, 충주부, 공주부, 대구부, 춘천부, 개성부, 강계부, 갑산부까지 내륙 지방이 8개였다. 현재 국회의원 선거구 중 바다와 하나도 접하지 않고 있는 선거구들이 많다. (의왕시-과천시, 상주시-군위군-의성군-청송군, 문경시-예천군-영주시, 경산시, 영천시-청도군, 담양군-장성군 (담양함평영광장성), 곡성군-구례군 (광양곡성구례), 나주시-화순군, 전주시 3개 선거구, 용인시 3개 선거구, 진안군-무주군-장수군-완주군, 안동시, 구미시 2개 선거구, 김천시, 부천시 4개 선거구, 고령군-성주군-칠곡군, 충청북도 모든 선거구, 서울특별시 모든 선거구, 인천광역시 부평구 2개 선거구, 계양구 2개 선거구, 고양시 4개 선거구, 파주시/의정부시/광명시/광주시 2개 선거구, 양주시, 연천군-동두천시, 포천시-가평군, 이천시, 안성시, 여주시-양평군, 구리시, 하남시, 성남시 3개 선거구, 안양시 3개 선거구, 군포시 2개 선거구, 수원시 5개 선거구, 평택시 갑 , 천안시 3개 선거구, 공주시-부여군-청양군, 논산시-계룡시-금산군, 예산군 (예산홍성), 봉화군-영양군 (영양영덕봉화울진), 밀양시-창녕군-의령군-함안군, 창원시 마산회원구, 의창구, 대전광역시 모든 선거구, 광주광역시 모든 선거구, 대구광역시 모든 선거구, 부산광역시 금정구, 북구 (북구강서구), 사상구, 부산진구 갑을, 연제구, 동래구 선거구, 울산광역시 중구, 춘천시, 원주시 갑을, 횡성군-평창군-영월군-정선군-태백시, 철원군-화천군-양구군-인제군-홍천군, 남원시-임실군-순창군, 합천군-산청군-함양군-거창군)

## 조선민주주의인민공화국의 내륙 지역
- 자강도 - 평안북도에서 분리 독립
- 량강도 - 평안북도와 함경남도, 함경북도에서 분리 독립
- 평양직할시 - 평안남도에서 분리 독립
- 황해북도 - 황해도에서 분리 독립
- 개성특급시 - 휴전선 이북의 경기도 지역
- 금강산관광지구 - 강원도에서 분리 독립

## 일본의 내륙현
- 사이타마현
- 도치기현
- 군마현
- 야마나시현
- 나가노현 - 일본에서 면적이 가장 넓은 내륙현. 이 현의 사쿠시는 일본 전국에서 바다와의 거리가 가장 멀다.
- 기후현
- 시가현
- 나라현

과거에는 미노국, 야마토국, 가와치국, 시모쓰케국, 시나노국, 가이국, 히다국, 오미국, 단바국, 미마사카국, 이가국, 야마시로국, 고즈케국, 이와시로국, 이와세국이 내륙 지역이었다. 도쿄도는 바다와 접해 있으나, 그 지역이 도쿄 23구에 국한되어 사실상 내륙현이나 다름없다. 현재의 교토부는 해안선이 짧아 내륙 지역에 넣기도 한다. 정령지정도시 중에서는 사이타마시와 교토시가 바다를 접하지 않고 있다.

## 브라질의 내륙주
- 고이아스주
- 마투그로수주
- 마투그로수두술주
- 미나스제라이스주
- 아마조나스주
- 아크리주
- 연방구
- 토칸칭스주
- 호라이마주
- 혼도니아주